# Zayn Malik
Zayn Javadd Malik (Bradford, 12 januari 1993) is een Engelse zanger en voormalig lid van de boyband One Direction.

## Levensloop
Malik is geboren op 12 januari 1993 in Bradford. Zijn vader, Yaser, is van Brits-Pakistaanse afkomst. Zijn moeder, Tricia, is van Brits-Ierse afkomst. Malik heeft een oudere zus en twee jongere zusjes. Malik luisterde op jonge leeftijd veel naar r&b, hiphop en reggae. Op latere leeftijd begon hij met het schrijven van raps en liedjes. 
In 2010 deed Malik auditie als soloartiest voor het Britse televisieprogramma The X Factor. (Hier werd zijn naam als Zayn geschreven wat eigenlijk fout was maar hij besloot het zo te laten) Hij haalde de volgende ronde, maar een aantal rondes verder in de bootcamp viel hij af. Toch vond de jury Malik en vier andere jongens te goed om niet door te laten. Hierom besloot de jury deze vijf jongens bij elkaar te brengen tot één boyband: One Direction. De band eindigde uiteindelijk op de derde plaats van het programma. Op 25 maart 2015 stapte hij uit de band vanwege te veel stress. Het bleek later dat hij zijn eigen identiteit niet in One Direction kon plaatsen en zichzelf wilde vinden. Later tekende hij een solocontract met RCA Records. Zijn soloalbum Mind of Mine verscheen op 25 maart 2016, precies een jaar nadat hij One Direction had verlaten.

### 2016:Mind of mine
Malik bracht zijn allereerste solosingle, getiteld Pillowtalk, uit op 28 januari 2016. Het nummer stond op nummer één in de iTunes-hitlijsten van 60 landen. Samen met de single werd ook een videoclip uitgebracht. Pillowtalk verkreeg in 24 uur meer dan 5 miljoen streams. Dit maakte het tot het meest gestreamde nummer in 24 uur, uitgebracht door een mannelijke artiest. Op 25 februari bracht Malik de promotiesingle It's You uit, samen met een remixversie van Pillowtalk waarin Lil Wayne te horen is.
Op 10 maart 2016 kwam de tweede officiële single Like I Would uit. Een tweede promotiesingle, getiteld BeFoUr, verscheen op 17 maart. Op 25 maart kwam zijn eerste soloalbum Mind of Mine uit.

### NaMind of Mine
In juli 2016 verscheen de soundtrack van de  film Ghostbusters, waarvoor Zayn het nummer Who maakte. In augustus 2016 bracht hij in samenwerking met Snakehips het nummer Cruel uit. Voor de soundtrack van de film Fifty Shades Darker nam hij een duet op met Taylor Swift: I Don't Wanna Live Forever. Op 2 februari 2017 bracht Zayn een akoestische soloversie van dit nummer uit. Op 7 september 2017 verscheen de single Dusk till Dawn, in samenwerking met Sia.
In december 2018 bracht Zayn zijn tweede soloalbum uit: Icarus Falls.  
15 januari 2021 bracht Zayn zijn derde soloalbum uit: Nobody Is Listening. Deze eindigde op plek 44 op de Billboard 200.

## Privéleven
Malik had van 2015 tot september 2021 een relatie met topmodel Gigi Hadid, die tijdelijk onderbroken werd. Het koppel werd in september 2020 ouders van een meisje. Eerder was Malik verloofd met zangeres Perrie Edwards van meidengroep Little Mix.

## Discografie

### Albums
| Album met eventuele hitnotering(en) in de Nederlandse Album Top 100 | Datum van verschijnen | Datum van binnenkomst | Hoogste positie | Aantal weken | Opmerkingen |
| ------------------------------------------------------------------- | --------------------- | --------------------- | --------------- | ------------ | ----------- |
| Mind of Mine                                                        | 25-03-2016            | 02-04-2016            | 3               | 26           |             |
| Icarus Falls                                                        | 14-12-2018            | 22-12-2018            | 40              | 10           |             |
| Nobody Is Listening                                                 | 15-01-2021            |                       |                 |              |             |

| Album met hitnotering(en) in de Vlaamse Ultratop 200 albums | Datum van verschijnen | Datum van binnenkomst | Hoogste positie | Aantal weken | Opmerkingen |
| ----------------------------------------------------------- | --------------------- | --------------------- | --------------- | ------------ | ----------- |
| Mind of Mine                                                | 25-03-2016            | 02-04-2016            | 8               | 12           |             |
| Icarus Falls                                                | 14-12-2018            | 22-12-2018            | 98              | 6            |             |
| Nobody Is Listening                                         | 15-01-2021            |                       |                 |              |             |

### Singles
| Single met eventuele hitnotering(en) in de Nederlandse Top 40 | Datum van verschijnen | Datum van binnenkomst | Hoogste positie | Aantal weken | Opmerkingen                                                                                  |
| ------------------------------------------------------------- | --------------------- | --------------------- | --------------- | ------------ | -------------------------------------------------------------------------------------------- |
| Pillowtalk                                                    | 2016                  | 13-02-2016            | 10              | 21           | Nr. 9 in de Single Top 100                                                                   |
| Like I Would                                                  | 2016                  | 02-07-2016            | tip23           | -            | Nr. 44 in de Single Top 100                                                                  |
| Cruel                                                         | 2016                  | 23-07-2016            | tip9            | -            | met Snakehips                                                                                |
| I Don't Wanna Live Forever                                    | 2016                  | 24-12-2016            | 7               | 18           | Soundtrack Fifty Shades Darker / met Taylor Swift / Nr. 6 in de Single Top 100 / Alarmschijf |
| Still Got Time                                                | 2017                  | 01-04-2017            | tip16           | -            | met PartyNextDoor / Nr. 52 in de Single Top 100                                              |
| Dusk till Dawn                                                | 2017                  | 23-09-2017            | 3               | 26           | met Sia & Jemima Kirke / Nr. 7 in de Single Top 100 / Alarmschijf                            |
| Let Me                                                        | 2018                  | 28-04-2018            | 29              | 7            | Nr. 55 in de Single Top 100 / Alarmschijf                                                    |
| Sour Diesel                                                   | 2018                  | 28-07-2018            | tip20           | -            |                                                                                              |
| A Whole New World                                             | 2019                  | 09-05-2019            | -               | -            | met Zhavia Ward                                                                              |
| Trampoline                                                    | 2019                  | 19-10-2019            | tip1            | -            | met Shaed                                                                                    |
| Flames                                                        | 2019                  | 16-11-2019            | tip2            | -            | met R3hab & Jungleboi                                                                        |
| Better                                                        | 2020                  | 26-09-2020            | tip18           | -            |                                                                                              |
| Vibez                                                         | 2021                  | 16-01-2021            | tip22           | 3            |                                                                                              |

| Single met hitnotering(en) in de Vlaamse Ultratop 50 | Datum van verschijnen | Datum van binnenkomst | Hoogste positie | Aantal weken | Opmerkingen                        |
| ---------------------------------------------------- | --------------------- | --------------------- | --------------- | ------------ | ---------------------------------- |
| Pillowtalk                                           | 2016                  | 06-02-2016            | 18              | 13           | Goud / Nr. 22 in de Radio 2 Top 30 |
| Like I Would                                         | 2016                  | 14-05-2016            | 44              | 1            |                                    |
| Cruel                                                | 2016                  | 30-07-2016            | tip24           | -            | met Snakehips                      |
| I Don't Wanna Live Forever                           | 2016                  | 24-12-2016            | 7               | 18           | Goud / met Taylor Swift            |
| Still Got Time                                       | 2017                  | 01-04-2017            | tip3            | -            | met PartyNextDoor                  |
| Dusk till Dawn                                       | 2017                  | 23-09-2017            | 5               | 25           | Platina / met Sia & Jemima Kirke   |
| Let Me                                               | 2018                  | 21-04-2018            | tip5            | -            |                                    |
| No Candle No Light                                   | 2018                  | 01-12-2018            | tip             | -            | met Nicki Minaj                    |
| A Whole New World                                    | 2019                  | 18-05-2019            | tip             | -            | met Zhavia Ward                    |
| Trampoline                                           | 2019                  | 30-11-2019            | 24              | 24           | Platina / met Shaed                |
| Flames                                               | 2019                  | 30-11-2019            | tip             | -            | met R3hab & Jungleboi              |
| Better                                               | 2020                  | tip                   | -               |              |                                    |
| Vibez                                                | 2021                  | 23-01-2021            | tip             | -            |                                    |

- Bibliothèque nationale de France: cb17051377t (data)
- Catàleg d'autoritats de noms i títols de Catalunya: 981058608618406706
- Gemeinsame Normdatei: 1097410056
- International Standard Name Identifier: 0000 0003 8327 771X
- Library of Congress Control Number: no2012116820
- MusicBrainz: 985f7e6f-0a7e-4de7-b9ec-a5dac63cb2f7
- Virtual International Authority File: 267693813
- WorldCat: E39PBJwHj8Yy86dYrvX6BkXjmd